# Josh McKay
Pour les articles homonymes, voir McKay.
Pas d'image ? Cliquez ici

a Compétitions nationales et continentales officielles uniquement.

b Matchs officiels uniquement.
Dernière mise à jour le 28 décembre 2024.
Josh McKay, né le 10 octobre 1997 à Christchurch (Nouvelle-Zélande), est un joueur néo-zélandais de rugby à XV jouant au poste d'arrière ou d'ailier aux Glasgow Warriors en United Rugby Championship depuis 2021.
Sa cousine, Meikayla Moore, est une footballeuse de haut-niveau.

## Biographie
Josh McKay naît à Christchurch en Nouvelle-Zélande.
Il est international néo-zélandais des moins de 20 ans et participe au Championnat du monde junior 2017 qu'il gagne en remportant la finale contre l'Angleterre sur le score de 64 à 17. Il forme alors un trio performant avec Caleb Clarke et Will Jordan,.
McKay commence sa carrière avec Canterbury en National Provincial Championship. Il impressionne notamment durant la saison 2019 quand il marque onze essais en onze matchs. Il joue aussi en Super Rugby pour les Highlanders durant trois ans avant de rejoindre les Crusaders pour la saison 2021 de Super Rugby.
Il s'engage ensuite avec les Glasgow Warriors à partir de la saison 2021-2022. Il joue son premier match avec sa nouvelle équipe en décembre 2021 contre les Dragons.
En fin de saison 2022-2023, après être rapidement devenu un joueur important à Glasgow, il prolonge son contrat avec l'équipe écossaise jusqu'en 2025.
Il est titulaire lors de la finale du United Rugby Championship de la saison 2023-2024, remportée 21-16 contre les Bulls.

## Famille
Josh McKay a une cousine, Meikayla Moore, qui est une footballeuse internationale néo-zélandaise.

## Palmarès

### En club
- Canterbury
  - Vainqueur du Championnat des provinces néo-zélandaises en 2017
  - Finaliste du Championnat des provinces néo-zélandaises en 2018

- Crusaders
  - Vainqueur du Super Rugby Aotearoa en 2021

- Glasgow Warriors
  - Vainqueur du United Rugby Championship en 2024

### En sélection nationale
- Nouvelle-Zélande -20
  - Vainqueur du Championnat du monde junior en 2017

### Distinctions personnelles
- Meilleur marqueur d'essais du Championnat des provinces néo-zélandaises en 2019 (11 essais).